# Muzeum Geologiczne w Klimontowie
Muzeum Geologiczne Sebastian Rogula – prywatne muzeum z siedzibą w Klimontowie (powiat sandomierski). 
Placówka została otwarta w 2009 a zamknięta w 2011 r. Na zlokalizowanej w trzech salach wystawie prezentowane były m.in. kości ssaków plejstoceńskich (mamut, nosorożec włochaty), minerały, odłamki meteorytu.